# マハーバリ・シェラ
アマンプリート・シン（Amanpreet Singh Randhawa、1984年10月17日 - ）は、インドのプロレスラー。パンジャーブ州フィーローズプル出身。

## 来歴
2011年12月にTNAがインドに設立したリング・カ・キングに参加。初代リング・カ・キング・ヘビー級王座を決めるトーナメントに出場し、初戦でDr.ニコラス・ディンスモアを破るも準決勝でスコット・スタイナーに敗れてしまっている。
2012年4月21日の収録にてサー・マグナス・ブルータスを破り、ヘビー級王座を戴冠して3代目王者に輝くもこれがリング・カ・キング最後の収録となり、最後の王者になってしまった。
2014年9月下旬にTNAが初のインド人プロレスラーとしてシェラと契約したことを発表。11月12日のImpact Wrestlingにてマニックがレボリューションのリーダーであるジェームス・ストームに紹介するために登場するが、その時は追い払われてしまっている。
2015年1月7日にリングネームをコーヤ（Khoya）に変更するとともに、ジェームス・ストームのレボリューションに加入することが発表。1月23日放送のImpact Wrestlingでタイガー・ウノを相手にリングデビューを果たし、スカイハイで勝利を上げている。
2018年2月、WWEに入団。本名名義であるアマンプリート・シン（Amanpreet Singh）をリングネームにして傘下団体のNXTで活動。9月19日、WWEから解雇される。
2019年4月より再びインパクト・レスリングに所属。

## 入場曲
- Cut You Down - Serg Salinas and Dale Oliver[10]

## 得意技
ヴェーラ・ボム
肩口と太腿を抱え込み持ち上げて落とすスパインバスター。リング・カ・キング時に使用していたフィニッシャー。

## 獲得タイトル
Ring Ka King
- RKK世界ヘビー級王座 : 1回[12]

TNA
- 2015年度グローバル・インパクト・トーナメント

## 参考サイト
- Mahabali Shera's TNA profile
- Mahabali Shera's Twitter profile